# Ptychadena keilingi
Espèce
Synonymes
- Rana keilingi Monard, 1937 "1936"

Statut de conservation UICN

 LC  : Préoccupation mineure
Ptychadena keilingi est une espèce d'amphibiens de la famille des Ptychadenidae.

## Répartition
Cette espèce est endémique du centre-Sud de l'Afrique. Elle se rencontre entre 2 500 et 3 100 m d'altitude, :
- dans le nord-est de l'Angola ;
- dans le sud de la République démocratique du Congo ;
- dans le nord-ouest de la Zambie.

## Étymologie
Cette espèce est nommée en l'honneur du préfet apostolique Alfred Louis Keiling.

## Publication originale
- Monard, 1937 "1936" : Contribution à la batrachologie d'Angola. Bulletin de la Société Neuchâteloise des Sciences Naturelles, vol. 62, p. 5-59 (texte intégral).